# Guerre de 4e génération
La guerre de 4e génération est un concept forgé par William S. Lind avec le colonel Keith Nightengale (US Army), le capitaine John F. Schmitt (USMC), le colonel Joseph W. Sutton (US Army) et le lieutenant-colonel Gary I. Wilson (USMCR). Il a théorisé le concept de guerre de 4e génération dans un article de 1989 dans la Marine Corps Gazette (en) intitulé « The Changing Face of War: Into the Fourth Generation » (Le visage changeant de la guerre : À l'intérieur de la 4e génération).

## Description
Une guerre de 4e génération implique un ou des éléments suivants :
- complexe et menée à long terme ;
- implique le terrorisme (guerre asymétrique) comme élément tactique ;
- base transnationale ou non-nationale, hautement décentralisée ;
- attaque directement la culture de l'ennemi, en incluant des actes génocidaires contre des civils ;
- guerre psychologique et subversion élaborée, spécialement à travers la manipulation des médias et l'utilisation de moyens de droit légal ;
- tous les moyens de pression sont utilisés : politiques, économiques, sociaux et militaires ;
- se déroule avec des conflits de basse intensité, inclut des acteurs de tous les réseaux et milieux ;
- les non-combattants sont des dilemmes tactiques ;
- non-hiérarchisé ;
- groupes actifs de taille réduite, large réseau de communication et de soutien financier ;
- utilisation de techniques d'insurrection et de guérilla.